# 趙廷隱
趙廷隱（884年—949年），五代時開封（今屬河南）人，生于甘肃天水。后蜀政治人物。
早年是後梁裨將，後隨孟知祥入西川，因功封左廂馬步軍都指揮使。長興元年（930年）底，率軍守劍州（今四川劍閣），於石橋擊破石敬瑭軍，為昭武軍留後。
長興三年，率軍三萬人擊殺東川節度使董璋，王暉、潘稠等投降，將董璋首函送孟知祥，以功為保寧軍留後，鎮領閬、果、蓬、渠、開五州。后蜀建立，以趙廷隱总亲军，为卫圣诸军马步军指挥使。赵廷隐性烈，與李仁罕素不和。孟昶時，加兼侍中，為六軍副使。後官至太师、中書令、宋王，谥忠武。

## 家庭
根据他的墓志铭可知，其有三位夫人，三个儿子，七个女儿。

### 子
1. 趙崇祚，編輯有《花間集》。
2. 趙崇韜，子承父業。

### 女
- 赵氏，嫁匡国奉圣叶力功臣清河张虔钊次子张匡尧。

### 孫
1. 趙文亮，尚孟昶女。